# Acropora pruinosa
Acropora pruinosa là một loài san hô trong họ Acroporidae. Loài này được Brook mô tả khoa học năm 1893.